# Djibo Leyti Kâ
Pour les articles homonymes, voir Ka (homonymie).
Djibo Leyti Kâ  est un homme politique sénégalais, plusieurs fois ministre, né à Linguère (Sénégal) le 21 février 1948 et mort le 14 septembre 2017 à Dakar,.

## Biographie
Né à Linguère (Sénégal), Djibo Leyti Kâ fait ses études à la Faculté de droit et de sciences économiques de l'université de Dakar, puis à l'École nationale d'administration de Dakar.
En 1977 il succède à Moustapha Niasse dans le cabinet du président Léopold Sédar Senghor. Il sera le dernier Directeur de cabinet de Senghor.
Après l'accession d'Abdou Diouf à la présidence de la République en 1981, il est ministre sans interruption jusqu'en 1996 et occupe successivement les fonctions suivantes :
- 1981 à 1988 - Ministre de l'Information et des Télécommunications dans le gouvernement de Habib Thiam, en remplacement de son oncle Daouda Sow[4]. En 1983, il garde son poste dans le gouvernement de Moustapha Niasse;
- 1988 à 1990 - Ministre du Plan et de la coopération ;
- 1990 à 1991 - Ministre de l'Éducation nationale ;
- 1991 à 1993 - Ministre des Affaires étrangères ;
- 1993 à 1995 - Ministre de l'Intérieur.

Avec dix autres camarades, il crée le courant du Renouveau démocratique au sein de leur parti.
Il démissionne du parti et porté par la coalition des partis Union pour le socialisme et la démocratie (USD) de Doudou Sarr et Mahmoud Saleh et Jëf-Jël de Talla Sylla, il remporte onze sièges sur les 140 que comptait alors l'Assemblée nationale lors des élections législatives de 1998.
Il est quatrième à l'élection présidentielle de 2000, avec 7,1 % des voix au premier tour.  Au deuxième tour, il apporte son soutien au candidat Abdou Diouf. 
En 2004 il est nommé ministre de l'Économie maritime par le président Abdoulaye Wade.
Le 5 juillet 2007 il devient ministre d’État, ministre de l’Environnement, de la Protection de la Nature, des Bassins de rétention et des Lacs artificiels dans le gouvernement de Cheikh Hadjibou Soumaré.
Il est l'artisan de la réconciliation sénégalo-mauritanienne après les événements fratricides de 1989. Après avoir été nommé président de la commission nationale du dialogue des territoires par le président Macky Sall, il décède  à la clinique des madeleines à Dakar des suites d'une maladie le 14 septembre 2017.

## Publication
- Un petit berger au service de la République et de la Démocratie, Nouvelles éditions africaines du Sénégal, Dakar, 2005, 253 p.  (ISBN 2723616169) (autobiographie)